# İmran Öktem
İmran Öktem (* 1904 in Istanbul; † 1. Mai 1969 in Ankara) war ein türkischer Jurist und vom 1. März 1966 bis zu seinem Tod Vorsitzender Richter am Kassationshof, dem höchsten ordentlichen Gericht der Türkei.

## Leben
Öktem wurde als Sohn eines Obstzwischenhändlers, Süleyman Abdi Efendi, und dessen Frau Fatımatüzzöhra Hanım im Istanbuler Bezirk Sekbanbaşı İbrahim Ağa geboren. 
Im Jahr 1927 schloss er sein Studium der Rechtswissenschaften in Istanbul ab und wurde zur Staatsanwaltschaft der Republik in Göksun in der Provinz Kahramanmaraş berufen. Diesen Posten konnte er jedoch nicht annehmen und wurde erst ab dem 30. Juni 1928 in Sinop juristisch aktiv. Im Jahre 1930 wurde er zum Richter in Sarıkamış, 1936 zum Mitglied des Handelsgerichts in Ankara und 1942 zum Richter in Ankara berufen. 1948 folgte die Ernennung zum Präsidenten des Handelsgerichts in Ankara.
Ab dem 29. August 1949 wurde Öktem nach vorgegangener Wahl als Mitglied am Kassationshof tätig. Dort wurde er am 11. Oktober 1952 zum Vizepräsidenten und am 1. März 1966 zum Vorsitzenden Richter gewählt. Dieses Amt bekleidete er bis zu seinem Tod am 1. Mai 1969.

## Trauerfeier
Öktems Begräbnis und Trauerfeier am 3. Mai 1969 wurde von Protesten sowie Tumulten überschattet. Dies resultierte daraus, dass Öktem in seiner Rede am 7. September 1967 anlehnend an Voltaire sagte, dass der Mensch Gott erschaffen habe. Somit galt er für viele Zeitgenossen als Ungläubiger.
Um das Totengebet für Öktem zu verhindern, hatten sich mehrere religiös motivierte Gegner Öktems zur Maltepe Moschee begeben. Die Imame weigerten sich, das Gebet zu verrichten. Um den anwesenden İsmet İnönü, der auf die Verrichtung des Gebets beharrte, zu schützen, zog Brigadegeneral Nabi Alpartun seine Waffe. Schließlich wurde das Totengebet von İzzet Gözübüyük geleitet.
Als Reaktion auf diesen Vorfall demonstrierten am 7. Mai 1969 Juristen und Gelehrte aus der ganzen Türkei, indem sie zum Anıtkabir liefen.

## Werke
- Medeni Kanunumuza göre Hak ve Borçlarımız, Edirne 1934.
- Bina Sahibinin Hak ve Mesuliyeti, Ankara 1938.
- Hukuk Mahkemesinde Hak Nasıl Müdafaa Edilir?, Ankara 1938.
- Hukuk Usulü Muhakemeleri Kanunu ve İçtihatlar, Ankara 1940.
- Hukuk Usulü Muhakemeleri Kanunu ve İçtihatları Zeyl I, Ankara 1941.
- Hukuk Usulü Muhakemeleri Kanunu ve İçtihatları Zeyl II, Istanbul 1942.
- Kollektif Mülkiyetten: İştirak Halinde Mülkiyet, Istanbul 1946.

| Personendaten    | Personendaten                                                       |
| ---------------- | ------------------------------------------------------------------- |
| NAME             | Öktem, İmran                                                        |
| KURZBESCHREIBUNG | türkischer Jurist, Vorsitzender Richter am türkischen Kassationshof |
| GEBURTSDATUM     | 1904                                                                |
| GEBURTSORT       | Istanbul                                                            |
| STERBEDATUM      | 1. Mai 1969                                                         |
| STERBEORT        | Ankara                                                              |